# Cyriakus Werner

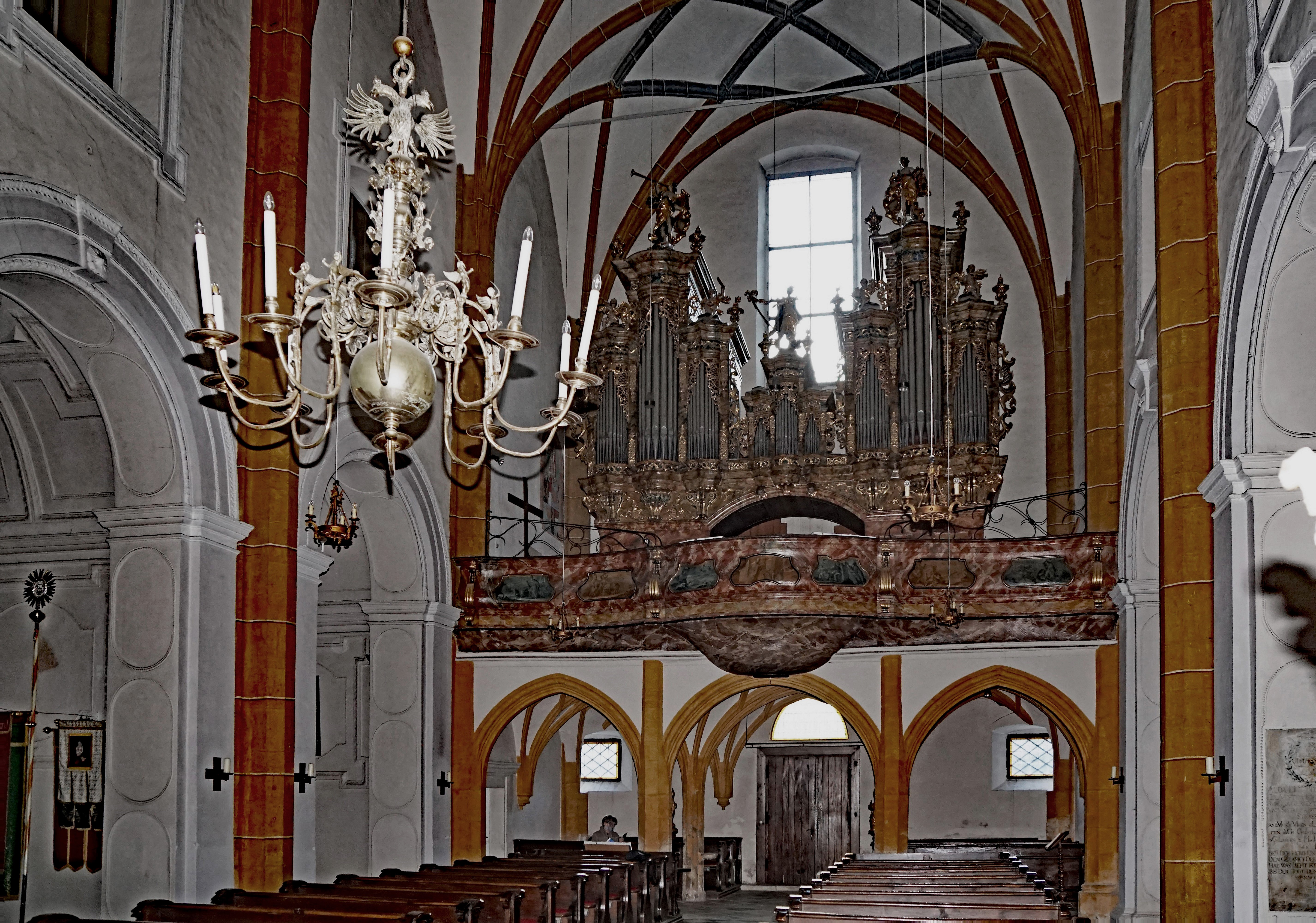
Orgel in Straßburg/Kärnten

Cyriakus (Cyriach) Werner (* ? in Hippstadt, Kurfürstentum Mainz; † 28. Juni 1747 in Graz) war ein österreichischer Orgelbauer.

## Leben
Cyriakus Werner scheint als Orgelbauer in Graz im Zuge seiner Heirat als „Orgelmacher“ auf. Nach dem Tode seiner ersten Ehefrau heiratete er Maria Juliana, geb. Knäbl. Als Orgelbauer stand er damals in Wettbewerb zu den Orgelbauwerkstätten Ferdinand Schwarz und Andreas Mitterreither und blieb trotz der hohen Qualität seiner Instrumente in deren Schatten. Bislang sind nur wenige Neubauten von ihm bekannt. Nach seinem Tod führte ab 1750 Anton Josef Römer seine Werkstatt in Graz weiter. 

## Werkliste
| Jahr | Ort                             | Gebäude                                     | Bild | Manuale | Register | Bemerkungen                                            |
| ---- | ------------------------------- | ------------------------------------------- | ---- | ------- | -------- | ------------------------------------------------------ |
| 1725 | Sankt Andrä-Höch                | Pfarrkirche St. Andrä im Sausal             |      |         |          |                                                        |
| 1728 | Arnfels                         | Pfarrkirche Arnfels                         |      | I/P     | 13       |                                                        |
| 1732 | Fladnitz an der Teichalm        | Pfarrkirche Fladnitz an der Teichalm        |      | I/P     | 12       | nicht erhalten, seit 1962 neue Orgel                   |
| 1740 | Trautmannsdorf in d. Steiermark | Pfarrkirche Trautmannsdorf                  |      | I/P     | 12       | nicht erhalten, seit 1891 Orgel von Matthäus Mauracher |
| 1741 | Leibnitz                        | Wallfahrtskirche am Frauenberg bei Leibnitz |      | II/P    | 12       | [ 1 ]                                                  |
| 1743 | Straßburg-Stadt                 | Pfarrkirche Straßburg (Kärnten)             |      | II/P    | 18       | [ 2 ]                                                  |